# NGC 6027D
NGC 6027D (другие обозначения — UGC 10116, 7ZW 631, MCG 4-38-9, VV 115, ZWG 137.10, HCG 79E, KUG 1556+208, PGC 56580) — галактика в созвездии Змея.
Этот объект не входит в число перечисленных в оригинальной редакции «Нового общего каталога» и был добавлен позднее.